# HGÜ Italien–Griechenland

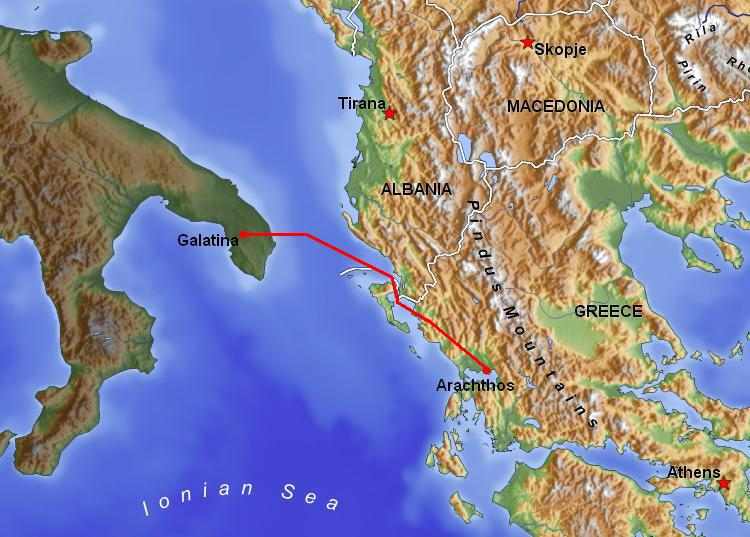
Verlauf

Die HGÜ Italien–Griechenland, abgekürzt GRITA, ist eine 313 Kilometer lange Hochspannungs-Gleichstrom-Übertragungsleitung (HGÜ) zwischen Italien und Griechenland. Sie stellt die einzige direkte Verbindung für elektrische Energie zwischen den beiden Ländern dar. Die Leitung ging im Jahr 2001 in Betrieb, ist auf die Übertragung einer Maximalleistung von 500 MW ausgelegt und kann wahlweise und je nach Bedarf Energie entweder von Italien nach Griechenland oder umgekehrt transportieren.

## Verlauf
Die Leitungsführung beginnt an der Stromrichterstation nahe dem italienischen Ort Galatina (⊙), verläuft 43 Kilometer als Erdkabel zur Küste, durchquert als 160 Kilometer langes Seekabel das Ionische Meer nach Griechenland (⊙) und verläuft auf griechischer Seite als 110 Kilometer lange Freileitung zu dem griechischen Ort Arachthos, wo sich die zweite Stromrichterstation befindet (⊙). Das Seekabel liegt an der tiefsten Stelle 1000 Meter unter Wasser, womit GRITA weltweit eine der  tiefsten HGÜ-Seekabelverbindung darstellt.
Sowohl auf italienischer Seite als auch auf griechischer Seite sind die Stromrichterstationen an das jeweilige 400-kV-Hochspannungsnetz angebunden und Teil des europäischen Verbundsystems. Die Planungs- als auch die Baukosten wurden von der Europäischen Union mit 40 % der Gesamtkosten gefördert. Enel bezahlte 339 Millionen Euro und Dimosia Epichirisi Ilektrismou 77 Millionen Euro.

## Technik

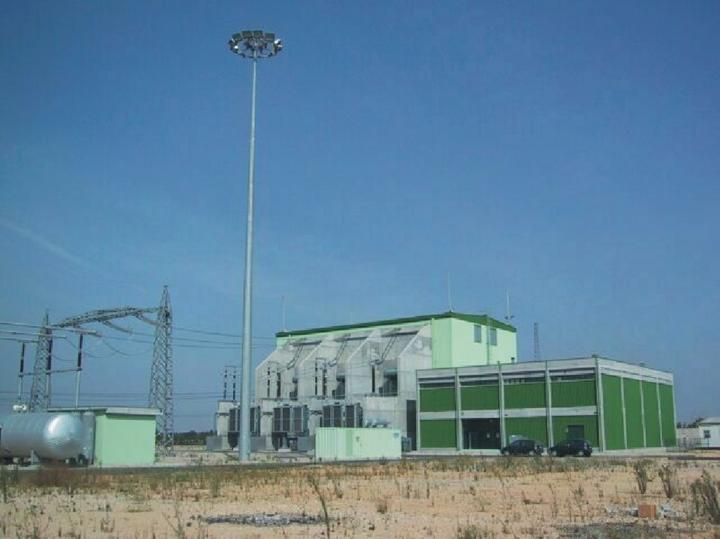
Stromrichterstation in Galatina

Die als monopolare HGÜ ausgeführte Verbindung wird mit einer Gleichspannung von 400 kV betrieben, bei Volllast beträgt der Leiterstrom 1250 A. Als monopolare Leitung im Abschnitt des Seekabels ist nur ein Leiterseil vorhanden, als Rückleiter wird die Erdung verwendet. Die dafür nötige Anode als Erdungselektrode auf griechischer Seite besteht aus 39 korrosionsbeständigen Einzelelektroden aus Titanstahl mit einer Niob(II)-oxid-Beschichtung (⊙). Die Beschichtung ist nötig, um eine chemische Zersetzung der Anode infolge des Stromflusses zu minimieren. Die Erdungselektroden befinden sich im Meerwasser in einer zu diesem Zweck abgesperrten Lagune. Die Kathode auf italienischer Seite nahe dem Ort Otranto unterliegt hingegen keiner Korrosion durch den Stromfluss und besteht aus blanken Kupferringen im 30 Meter tiefen Küstengewässer.
Der Stromfluss erfolgt unabhängig von der Richtung des Leistungsflusses immer in der gleichen Richtung (Anode und Kathode wurden definiert verbaut), weshalb die Polarität des Leiterseils gegenüber Erde je nach Lastflussrichtung die beiden Werte +400 kV und −400 kV annehmen können muss. Die Standardumschaltung der Leitungspolarität ist auf 1000 Umschaltungen pro Jahr limitiert und darf innerhalb von zwei Stunden nur einmal erfolgen. Der Grund liegt in der Deionisation des Isolationsmaterials des Hochspannungskabels. Der Deionisationsprozess dauert mehr als 10 Minuten. Innerhalb dieser Zeitspanne kann die Leitung nicht verwendet werden. Schnellumschaltungen in Notfällen können jedoch innerhalb weniger Sekunden vorgenommen werden, sind aber auf 10 pro Jahr und maximal Eine pro 10 Stunden limitiert.
Die Stromrichtertransformatoren sind bei beiden Stationen als jeweils drei einphasige Transformatoren mit einer Einzelleistung von 200 MVA ausgeführt, und die Thyristortürme in den Umrichterhallen sind als Zwölfpulsschaltung ausgeführt. Die Verluste bei 40 °C Umgebungstemperatur und der maximalen Übertragungsleistung von 500 MW betragen 7 MW an den Konvertern, primär in den Thyristortürmen und Stromrichtertransformatoren, und 14 MW an Leitungsverlusten. Die Leitungsverluste entsprechen in diesem Fall einem relativen Verlust von ca. 0,9 % auf 100 km Leitungslänge.